# Ægirsgade
Ægirsgade er en gade på Ydre Nørrebro. Det er en sidegade til Nørrebrogade, og fortsætter over Mimersgade til Tagensvej. Den er ca. 3/4 km lang. Gaden er ret rolig, der er charmerende, selvstændige, mindre butikker i den sydlige ende. Ellers er gaden præget af beboelsesejendomme, typisk i 4 etager samt en række beværtninger. 
Ægirsgade indgår i det mytologiske kvarter af gader omkring Mimersgade. Alle disse gader har navne efter figurer fra den nordiske mytologi. Ægir var i den nordiske mytologi en magtfuld jætte. Ifølge den danske overlevering bor han på Læsø med en barsk jættekvinde, som forårsager storme og forlis. For vikingerne var havet vejen til handel, guld og land, måske derfor er Ægir knyttet til rigdom.

## Huse med særlig historie
I Ægirsgade finder man den ældste af Ydre Nørrebros mange stiftelser, nemlig ”Købmandsstiftelsen”, der blev grundlagt af Urtekræmmerforeningen. Den er opført i 1902 i nationalromantisk stil og har et borglignende præg. (Adresse: Ægirsgade 55-65, Balders Plads 1-3, Nannasgade 18-20). Huset blev tegnet af arkitekterne Christian Mandrup-Poulsen og Martin Larsen. I 1982 blev bebyggelsen omdannet til andelsboligforeningen Kræmmerhuset. Foreningen har 90 lejligheder. Her er kobberbeklædte løgkupler, enorme buede vinduer i underetagen, mønstre i mursten og gult puds. Det er et flot og gennemført formsprog.
Nr. 45-47 i røde mursten med mønstre har nogle interessante opgange, der er stærkt markerede i facaden. Der er både buer af (imiteret) sten, tre smalle vinduer med buer og vinduer med sandblæste mønstre. Det var meget moderne i 1890'erne og gav et mælkehvidt lys i opgangen.
Nr. 51-53, Ægirshus fra 1900, som det fremgår af den flotte runde fronton med opadstigende sol mod Nannasgade.For nylig istandsat med en ulogisk farveforskel mellem underetage og resten. Underetagen er lysebrun med sort fundament, mørkebrune døre og vinduessprosser. En hvid lisén adskiller og ovenover er vinduessprosserne hvide. Der er et tyndt pink pudslag og de festlige buer er hvide. Allerøverst ved opgangene er der små buer – en smag af Venedig!
Nr. 48: Bemærk her den skægge vægreklame, malet direkte på facaden. Det forestiller tre mellemfornøjede grisehoveder, og navnet ”P. Christiansen”, sikkert en slagter og tidligere beboer. 
Ægirsgade rummer hele fire værtshuse: "Det Gamle Sted" (nr. 45) med sin karakteristiske bindingsværksfacade, "Café Viking" (nr. 36), der tilbyder et stort udvalg af udenlandsk øl og whiskey, "Café Ægir" (nr. 16), samt "Karusellen" (nr. 10), der med sit sportsrelaterede interiør tiltrækker et klientel af både stamgæster, studerende og unge fra punkmiljøet. 
I Ægirsgade er det kun karréen mellem Nannasgade og Tagensvej, der er tildelt høj bevaringsværdi.

## Ægirsgades historie
Ud over Købmandsstiftelsen var det småt med bebyggelsen frem til slutningen af 1800-tallet. På et kort fra 1865 anes gaden blot som et skel mellem to marker, der kun fører op til den nuværende Mimersgade, og heller ikke i 1886 figurerer den på kort. Den blev navngivet i 1899.
Sidegaden Dagmarsgade blev kaldt ”Jordvejen”, fordi kun den første korte del af Ægirsgade var brolagt helt op i 1950'erne. Den øvrige del af Ægirsgade var jordvej op til Rådmandsgade.
Indtil telefonnettets automatisering var "Ægir" navnet på en semiautomatisk central med samme distrikt som "Taga".
Et foto af Ægirsgade fra 1910 viser et livligt gadebillede med små butikker, bl.a. en herreskrædder og en sæbeforretning. Børn leger på de brede fortove og det er småt med trafik. Alligevel ser brostensbelægningen allerede lidt ramponeret ud.
Gennem tiderne har mange kunstnere boet i de små billige lejligheder i distriktet. Kunstneren Per Kirkeby har boet i en halvandenværelses uden bad i Ægirsgade. Også kunstneren Michael Kvium har boet i Ægirsgade, i en lejlighed hvor også en af hans film er optaget. 
Kvarteret var under urolighederne i forbindelse med nedrivningen af Ungdomshuset på Jagtvej 69 den 1. marts 2007 udsat for uroligheder.
Ægirsgade, mellem Mimersgade og Nannasgade, har forsøgsvis været lavet til gågade i 14 dage i efteråret 2007. I 2010 blev gaden gjort endnu mere beboelsesvenlig, i det der blev etableret nye parkeringspladser, kommunale cykelstativer og plantet en række mindre træer.

## Reberbane
En reberbane er en plads til rebslagning, dvs. fremstilling af tovværk. En reberbane er oftest 300 m lang. Indtil århundredskiftet var det et håndværk med mange udøvere, især i havnebyer som København.
Ved Ølunds Mølle (Runddelen) anlagdes i 1804 en reberbane af kaptajn i Borgervæbningen Toksværd. (Hans stakit var i øvrigt blevet ødelagt af en storm i foråret 1835, så forbipasserende kunne se lige ind til hans lokum, og hvad der foregik der. – Læserbrev i Politivennen, 11. juli 1835.) Reberbanen lå på matrikel nr. 19 – på den modsatte side af Nørrebrogade i forhold til Assistens Kirkegårdsmur. Det svarer nogenlunde til vore dages Prinsesse Charlottes Gade.
Men på et kort fra 1870 lader det til, at Nørrebros gamle reberbane (også?) lå omtrent, hvor Ægirsgade ligger i dag, eller lidt tættere ind mod Runddelen. Det virker svært at forstå, at der skulle være brug for to reberbaner så tæt på hinanden, og der kan være tale om en fejl på kortet.
Ved Lygten i nærheden ligger Rebslagernes Hus, men det er givetvis en tilfældighed.

## Læs mere
”Lidt om min barndoms Ægirsgade” (Årsskrift 2005 fra lokalarkivet) af Keld Sørensen
I disse charmerende erindringer fortæller Keld Sørensen om gadens butikker og om en del mennesker i Ægirsgade i 1950'erne, som han husker det.
”Ægirs Apotek” (Årsskrift 2004 fra lokalarkivet) af Karsten Skytte Jensen
Nørrebros kraftige udbygning fra ca. 1870 til 1910 betød behov for mange nye apoteker. Ét af dem var Ægirs Apotek på hjørnet af Ægirsgade og Nannasgade. Det var indrettet af en af tidens store arkitekter P.V. Jensen-Klint.